# رضا آریا
رضا آریا (انگلیسی: Reza Aria، متولد ۱۳۱۸ در رشت) فیلمبردار بین‌المللی ایرانی است.
او تهیه‌کنندگی و فیلمبرداری فیلم فرستاده به کارگردانی پرویز صیاد را به عهده داشته‌است.

## فیلمشناسی
- یک اصفهانی در سرزمین هیتلر (۱۳۵۶ مدیر فیلمبرداری)
- فرستاده (۱۹۸۳ فیلمبرداری و تهیه‌کننده)